# Université d'Ariel
L'université d'Ariel (hébreu : אוניברסיטת אריאל), précédemment connue comme le Centre universitaire d'Ariel de Samarie, est une université publique israélienne située dans la colonie d'Ariel, illégale selon le droit international, dans les territoires palestiniens occupés.
L'université a été fondée en 1982 pour servir de branche régionale de l'université Bar-Ilan. Initialement située dans la colonie de Kedumim, elle s'installe à Ariel afin de se développer. Son association avec l'université Bar-Ilan a pris fin en 2004 avec la décision de l'administration du centre de devenir indépendant et d'obtenir le statut d'université. L'université compte 26 départements de recherche et d'enseignement, des formations pour le baccalauréat en architecture, trois facultés et trois écoles. En 2011, l'université accueille 14 000 étudiants, avec une succursale à Tel-Aviv. Tous les diplômes sont reconnus par le Conseil de l'enseignement supérieur d'Israël.
L'université d'Ariel coopère avec des organisations internationales et des universités partout dans le monde,,,. L'université et son personnel ont été boycottés à la fois en Israël et à l'étranger pour son emplacement dans une colonie en Cisjordanie (au-delà de la Ligne verte qui sépare Israël et les territoires palestiniens occupés).
Le 17 juillet 2012, le Conseil de l'enseignement supérieur en Judée et Samarie a adopté une résolution visant à accorder le statut d'université à part entière à l'institution. Cette décision a été saluée par le Premier ministre Benyamin Netanyahou, le ministre de l'Éducation Gideon Sa'ar, le ministre des Affaires étrangères Avigdor Liberman et certains membres de la Knesset ainsi que le vainqueur du prix de la Banque de Suède en sciences économiques en mémoire d'Alfred Nobel, le mathématicien Robert Aumann. Pour sa part, le Conseil des présidents des universités israéliennes a condamné cette décision.

## Le statut d'université

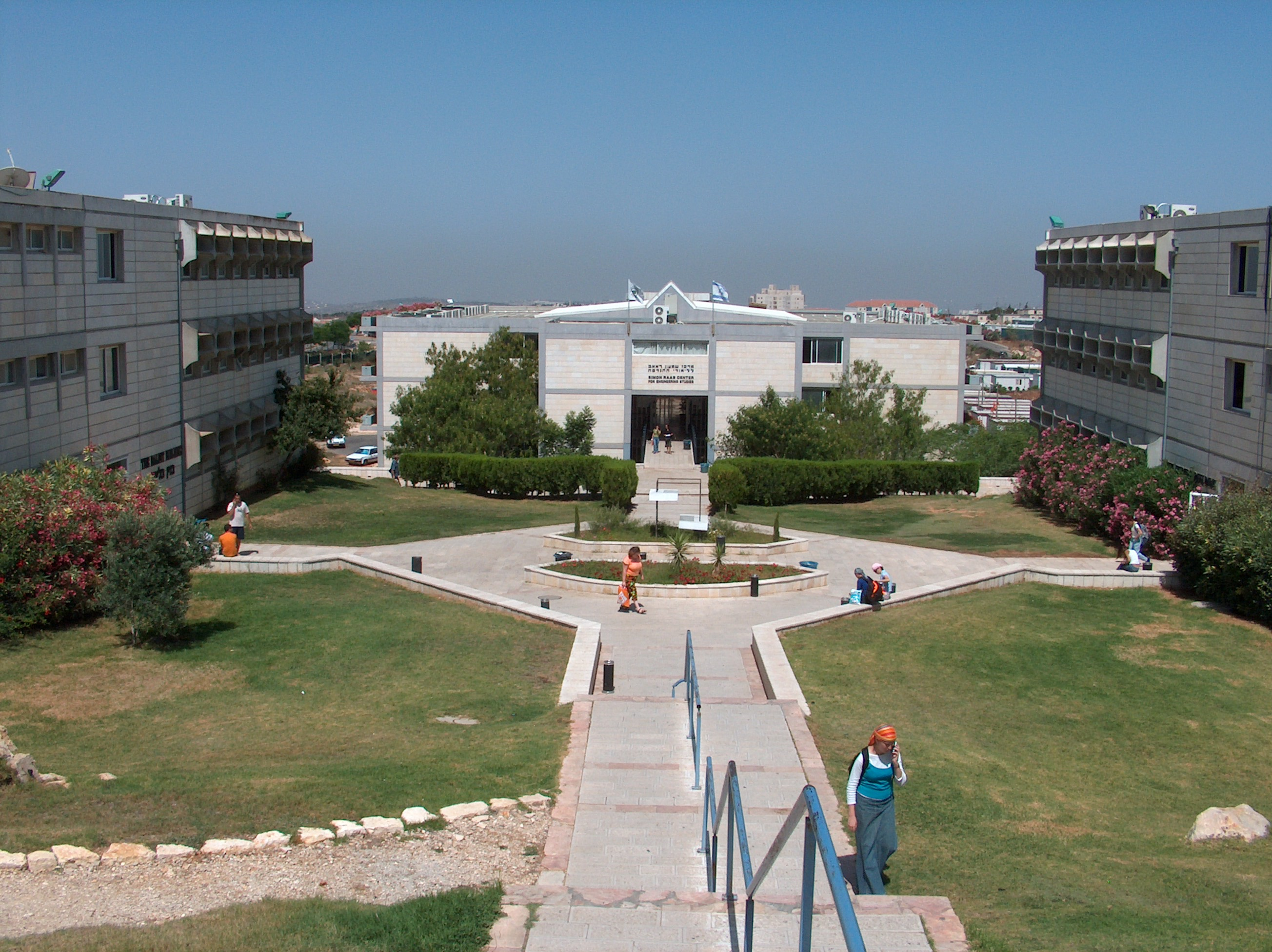
Le campus de l’université

En 2005, le gouvernement israélien a voté en faveur de la valorisation du statut de centre universitaire en celui d'université. Le changement de statut n'a pas été immédiat puisque la décision a uniquement permis au Centre universitaire d'Ariel de Samarie de demander la révision de son statut par le Conseil de l'enseignement supérieur en Israël qui va finalement approuver le changement.
Le statut d'université est une question de prestige mais permet aussi un financement gouvernemental accru pour la recherche ainsi que la capacité de délivrer des diplômes de doctorat. 
En juillet 2006, le Conseil de l'enseignement supérieur a rejeté la proposition (qui avait été jumelée à une initiative de Shimon Peres à unir plusieurs facultés régionales en Galilée dans une université centralisatrice).
Le Conseil a accepté la conclusion d'un comité qu'il avait lui-même mis en place, qui a décidé qu'aucune nouvelle université ne serait établie en Israël au cours des cinq prochaines années. Le comité n'a pas discuté, ou peut-être évité le débat sur les mérites ou les défauts des deux initiatives. Par la suite, la critique a été dirigée contre le Conseil pour avoir ignoré la décision du gouvernement.
En août 2007, avant d'obtenir le statut officiel d'université, l'établissement a été rebaptisé « Centre universitaire Ariel de Samarie ». Bien que le Premier ministre Ehud Olmert ait approuvé le changement, le ministre de l'Éducation Yuli Tamir, et le Conseil de l'enseignement supérieur se sont engagés à le bloquer, avec ce dernier annonçant en 2008 qu'il ne reconnaîtrait pas les diplômes délivrés par l'université. Le changement de nom a été reconnu en 2010, bien que l'institution est restée sans accréditation universitaire jusqu'à son approbation en juillet 2012,.
Le 24 décembre 2012, le ministre de la défense israélien Ehud Barak a ordonné à l'État-major de reconnaître officiellement l'Université d'Ariel comme une université entièrement accréditée.

## Inscription
Il y a à l'université environ 14 000 étudiants dont des Juifs laïcs et orthodoxe, dont le plus grand nombre d'élèves Juifs éthiopiens dans une université israélienne, des étudiants Adyguéens israéliens et des arabes israéliens,, (en 2011, il y avait 600 étudiants arabes israéliens). L'université est ouverte à tous les citoyens d'Israël, y compris les arabes. Les étudiants arabes ne se sentent pas discriminés au sein de l'université,,. En outre, des professeurs de gauche enseignent au sein de cette université sans voir de contradiction entre leurs opinions et le caractère illégal au regard du droit international de la colonie dont l'université fait partie (ce qui a été critiqué par une partie de l'extrême gauche israélienne). Cependant, comme toutes les universités en Israël, elle n'est pas ouverte aux Palestiniens de la Cisjordanie qui ont leurs propres universités.

## Conférence sur la paix
En décembre 2011, le Centre universitaire d'Ariel de Samarie, conjointement avec l'organisation Free Muslim Coalition Against Terrorism, et le président de l'organisation, Kamal Nawash, ont tenu une conférence spéciale pour promouvoir la paix sous le titre de « meilleurs plans pour une paisible Israël/Palestine ». La conférence a réuni des Arabes israéliens, des Juifs israéliens et des Palestiniens des zones contrôlées par l'Autorité palestinienne. Des solutions ont été présentées pour mettre fin au conflit israélo-arabe,.
L'organisateur de l’évènement, l'Israélien Doron Tzur, a dit qu'il voulait « créer une réalité où les Israéliens et les Palestiniens participeraient à la présentation de leurs propres idées de la paix et de sa conception en posant des questions, en proposant des réponses et des demandes de clarification. [Nous voulons] un plan plus détaillé, celui qui est transparent, que chacun peut explorer, de poser des questions et attendre une réponse. La façon de construire la confiance, de créer une sorte d'accord, où une majorité des deux nations conviennent;. nous allons faire un référendum, nous allons en faire une réalité. ».

## Conférenciers invités
L'université d'Ariel accueille des conférenciers invités provenant d'universités à travers le monde. En 2010, le professeur de communication Don Ellis de l'université de Hartford enseigné le parcours « Problèmes de communication et les conflits politiques ». Il a affirmé : « Mon seul but est de les aider à améliorer leurs compétences en pensée critique. ».

## La coopération internationale et les programmes

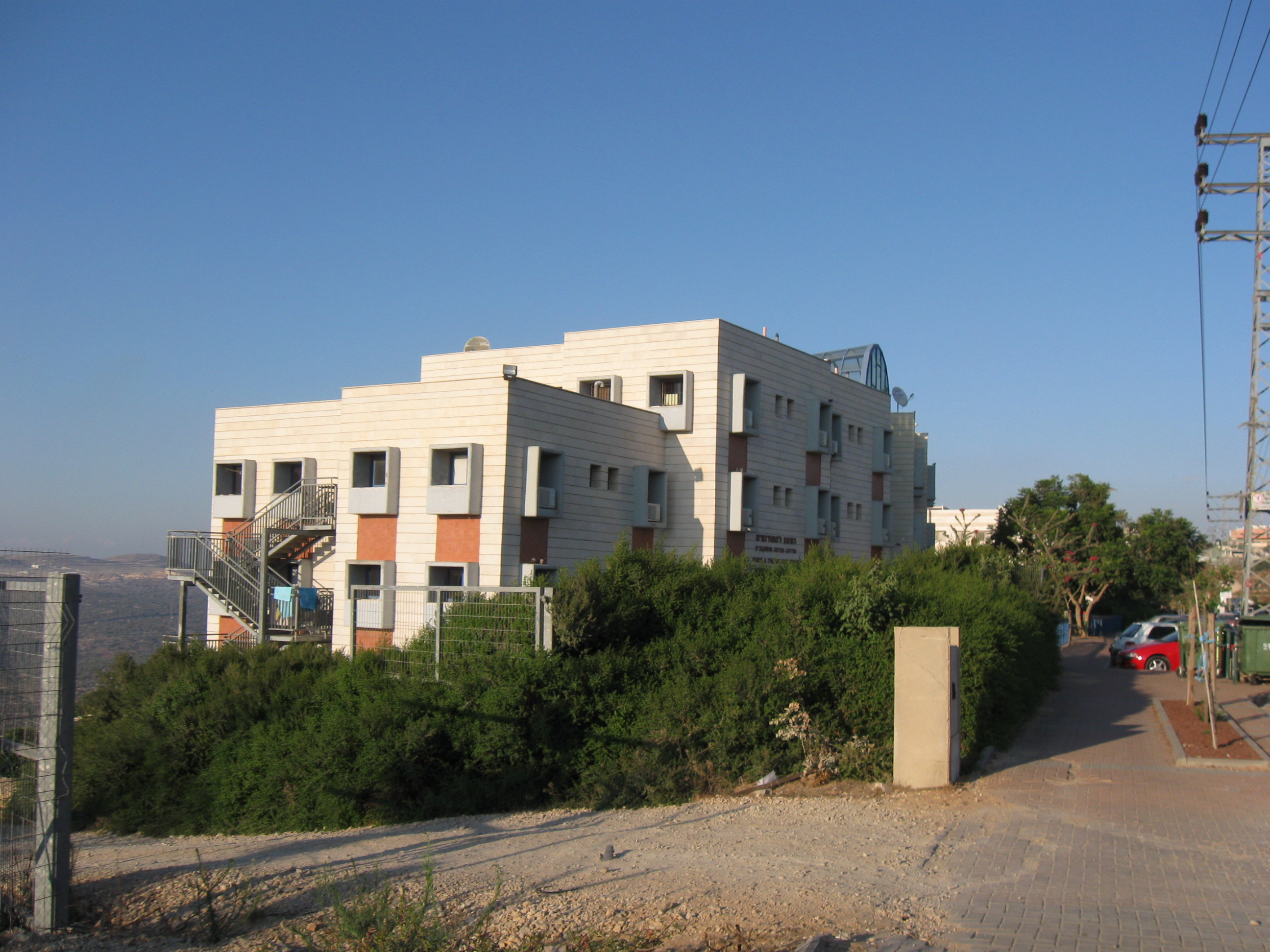
Dortoirs des étudiants

L'université d'Ariel est membre de l'association internationale des universités (AIU).
L'université d'Ariel a signé des accords de coopération universitaire avec plus de 51 établissements d'enseignement supérieur à travers le monde, y compris aux États-Unis, en Russie, en France, en Allemagne, au Brésil, au Portugal, au Costa Rica, en Équateur, en Argentine, en Turquie, en Pologne, en Ukraine, en Géorgie, au Kazakhstan, à Taïwan et en Arménie,. Il y a un partenariat entre l'Université de Toronto et l'Université Ariel sur la Maîtrise en administration des affaires (MBA).
En 2008, l'association Global Association of Risk Professionals établit une succursale dans le centre universitaire et y organise des cours et des conférences internationales.
L'université est reconnue comme Microsoft IT Academy et elle est autorisée à faire des examens de certification en administration réseau Microsoft. En outre, l'université a une qualification unique, le Gold CPLS ou Microsoft Certified Partners for Learning Solutions.
En 2011, le Centre universitaire d'Ariel, conjointement avec l'université fédérale de l'Oural, a signé un accord de coopération avec le Centre de recherche et développement Skolkovo (surnommée la « Silicon Valley russe »). À la suite de cet accord, sera formé le « centre Israël - Scolkovo » (Israël Skolkovo Gateway) pour donner aux entreprises israéliennes la possibilité d'accéder aux ressources en capital et à la main-d'œuvre de Scolkovo.
En outre, le Centre sert de représentant de la coopération entre l'Académie israélienne des sciences et lettres et l'Académie russe des sciences,.
L'université d'Ariel participe au projet Masa Israel Journey où les étudiants du monde entier viennent pour une période comprise entre un semestre et une année d'étude à Ariel ; environ 30 % des étudiants qui viennent étudier à Ariel immigrent en Israël à la fin de l'année.
En août 2011, la société de transfert de technologie de l'université a signé un accord de partenariat avec le Centre de recherche et développement Skolkovo. Il était destiné à permettre aux start-ups israélienne des accès au financement de Russie, établi par le président russe Dmitri Medvedev, et de créer Skolkovo Gateway Israel, un centre formé pour se connecter à la Silicon Valley russe.

## Boycott académique
Début 2011, 145 universitaires israéliens ont annoncé leur boycott du centre pour protester contre l'expansion des colonies israéliennes. Ils ont écrit dans leur pétition, « Ariel ne fait pas partie du territoire souverain d'Israël, et nous ne pouvons donc pas être tenus d'y aller. ». Cela est arrivé après que le ministère du Logement espagnol a disqualifié le centre de participer à un concours international d'architecture en 2009. Le gouvernement espagnol a expliqué que cette décision résulte de l'emplacement du centre, situé dans les Territoires palestiniens occupés par Israël.
L'Anti-Defamation League a demandé au gouvernement espagnol et au département de l'Énergie des États-Unis de renverser la disqualification des chercheurs israéliens du concours international des maisons solaires à Madrid. Abraham Foxman, directeur national de l'ADL, a qualifié cette décision d'« injustifiée, partiale et clairement discriminatoire », et a dit qu'elle « introduit la politique dans un concours scientifique d'importance où la politique n'a pas sa place ».
En 2016, la Cour suprême espagnole a condamné l'État espagnol à verser 100 000 dollars à l'université d'Ariel après cette décision. Selon la Cour suprême espagnole, "la décision de disqualifier l'université d'Ariel est injustifiée et n'a pas de base légale. C'est une violation du droit fondamental et la décision de disqualifier l'université contredit le droit de l'université d'Ariel à l'égalité vis-à-vis de la concurrence. La prise de décision disqualifiant l'université est infructueuse et rend la décision nulle et non avenue".
L'association britannique des professeurs d'université (AUT) a également boycotté l'université Bar-Ilan en avril 2005 pour ses liens académiques avec le centre. Le boycott a été annulé en mai 2005.